# Frei Gaspar
Frei Gaspar es un municipio brasileño del estado de Minas Gerais. Su población estimada en 2004 era de 5446 habitantes.